# Nordeste Mato-Grossense
Nordeste Mato-Grossense è una mesoregione dello Stato del Mato Grosso in Brasile.

## Microregioni
È suddivisa in 3 microregioni:
- Canarana
- Médio Araguaia
- Norte Araguaia